# Cordyline banksii
Espèce
Cordyline banksii est une espèce de plantes à fleurs monocotylédones de la famille des Liliaceae, selon la classification classique, des Asparagaceae, selon la classification phylogénétique. C'est une plante arborescente, endémique en Nouvelle-Zélande. L'épithète spécifique fait référence au botaniste Joseph Banks.

## Description
Cordyline banksii qui se ramifie très peu mesure jusqu'à 4 m. Les feuilles sont lancéolés (un peu en forme de pagaie). Elle mesure jusqu'à 2 mètres de long pour 40 à 80 mm de large.

## Répartition
Cordyline banksii tolère un très grand nombre d'habitats. Il est commun sur le littoral, en basse altitude, et en basse montagne dans l'île du Nord, et largement répandu dans la moitié nord de l'île du Sud et le Westland jusqu'à Haast. Il a épisodiquement été signalé dans le Fiordland côtier, mais ces observations n'ont pas été corroborés. Il se rencontre rarement dans les régions subalpines de l'île du Sud. Dans la fruticée elle se rencontre avec la Cordyline pumilio avec laquelle elle peut former des hybrides.